# Madman Muntz
Earl William « Madman » Muntz (3 janvier 1914 – 21 juin 1987) était un homme d'affaires et ingénieur américain qui vendit et fit la promotion de voitures et d'appareils électroniques aux États-Unis, des années 1930 jusqu'à sa mort, en 1987. Il fut un pionnier de la publicité télévisée grâce à son personnage excentrique de « Madman », son alter ego, qui attirait l'attention du public grâce à ses costumes inusités, à ses acrobaties et à ses affirmations outrancières. Muntz fut également un pionnier de la stéréo automobile en tant qu'inventeur du Stereo-Pak Muntz, mieux connu sous l'appellation de cartouche 4 pistes (4-track), le prédécesseur de la cartouche 8 pistes (8-track) développée par Bill Lear.
Il développa une pratique connue sous le nom de « Muntzing », consistant à simplifier des appareils électroniques complexes. Muntz produisit et mit en marché les premiers téléviseurs noir et blanc à moins de 100 $ et créa l'un des tout  premiers vidéoprojecteurs domestiques pour grand écran. On lui attribue la paternité de l'abréviation « TV » pour « télévision », bien que le terme ait été antérieurement utilisé pour la désignation de stations comme WCBS-TV. Décrocheur,
Muntz fit fortune en vendant des voitures, des téléviseurs et des stéréos et magnétophones d'automobile. Un article du Los Angeles Times paru en 1968 indiquait que la valeur des voitures vendues par Muntz avait atteint les 72 millions$; cinq ans plus tard, il vendait pour 55 millions$ de téléviseurs et en 1967, il vendit pour 30 millions$ de stéréos et magnétophones d'automobiles.
Après les succès qu'il obtint comme vendeur de voitures d'occasion avec le concessionnaire Kaiser-Frazer (en) de Los Angeles et de New York,, Muntz fonda la Muntz Car Company, fabricante de la « Muntz Jet », une voiture de sport évoquant les contours d'un jet. La voiture fut produite entre 1951 et 1953, à moins de 400 exemplaires.
Muntz se maria sept fois. Parmi ses épouses, on retrouve l'actrice Joan Barton (qui apparaît dans Angel and the Badman avec John Wayne) et Patricia Stevens de la Patricia Stevens Finishing School. Phyllis Diller figure parmi ses nombreuses conquêtes. Il fut l'ami de célébrités comme le chanteur Rudy Vallee, le comédien Jerry Colonna, l'acteur Bert Lahr, le présentateur télé Dick Clark et l'acteur Gene Autry.

## Début de carrière: 1922-1953
Muntz fut fasciné par les appareils électroniques dès son plus jeune âge. Il construisit sa première radio à l'âge de 8 ans et en fabriqua une autre pour la voiture de ses parents à 14 ans. Au cours de la Grande Dépression, à l'âge de 15 ans, il abandonna l'école qu'il fréquentait, la Elgin High School, pour travailler dans la quincaillerie de ses parents à Elgin, dans l'Illinois.

### La vente de voitures
En 1934, Muntz ouvrit sa première concession de voitures d'occasion à Elgin, grâce à un prêt de 500 $. Il n'avait alors que 20 ans et sa mère devait signer les premiers contrats de vente parce qu'il n'avait pas l'âge légal requis pour conclure ses propres transactions. Lors de vacances en Californie, Muntz découvrit que les voitures d'occasion s'y vendaient beaucoup plus cher; il déménagea donc en Californie à l'âge de 26 ans, afin d'y ouvrir une concession à Glendale. Suivant une intuition, il fit l'achat de 13 voitures neuves avec conduite à droite en vue de les revendre. Ces véhicules avaient été fabriqués pour des clients asiatiques et n'avaient pu être livrés en raison de la Seconde Guerre mondiale. L'une de ces voitures était une Lincoln fabriquée sur mesure pour Tchang Kaï-chek. Les journaux locaux publièrent des articles sur ces voitures inhabituelles et Muntz les vendit en deux semaines, encore dans leur emballage d'expédition. Muntz ouvrit peu après sa seconde concession à Los Angeles et ferma celle d'Elgin.
Muntz rejetait l'opinion, alors répandue, selon laquelle les vendeurs de voitures d'occasion se devaient d'entretenir une image terne. Il opta, au contraire, pour des publicités acrobatiques développa pour ce faire son personnage de « Madman ». Ses panneaux publicitaires flamboyants et ses publicités radio et télévision excentriques le rendirent rapidement célèbre. Dans ses publicités de voitures d'occasion, il choisissait un modèle et le présentait comme le « spécial du jour ». Muntz prétendait que si la voiture ne se vendait pas le jour même, il la réduirait en pièce devant la caméra à l'aide d'une masse. Un autre de ses slogans célèbres pour ses publicités télévisées était : « I buy 'em retail and sell 'em wholesale… it's more fun that way! » (« J'les achète au prix du détail pour les r'vendre au prix du gros… c'est plus amusant ainsi! »). Ses publicités généraient une telle publicité que des comédiens comme Bob Hope, Jack Benny et Steve Allen se sont livrés concurrence en faisant des blagues « à la Madman Muntz » lors d'apparitions à la télévision. Farceurs, des partisans de l'Université de Californie du Sud scandaient même le nom de Muntz pendant la mi-temps.
Les concessions de Muntz devinrent des attractions touristiques en raison de l'importante publicité que lui valurent ses apparitions à la télévision. Un sondage mené en 1946 par Panner Motor Tours révéla qu'elles étaient devenues la septième attraction touristique en importance en Californie du Sud. Muntz était prêt à prendre des risques importants pour générer de la publicité. Pendant la période du Maccarthysme, il demanda à l'un de ses conseillers : « Crois-tu que je ferais la une si je devenais membre du Parti communiste ? »

### La Muntz Jet

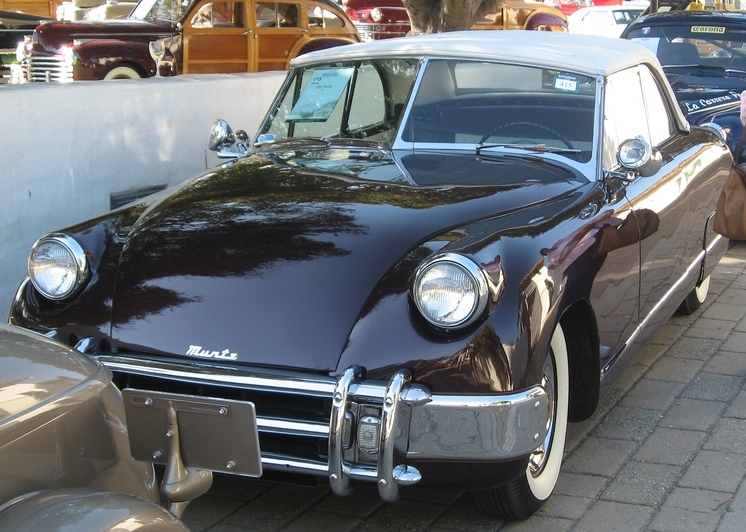
Une Muntz Jet en parfaite condition présentée lors d'une vente aux enchères de voitures classiques à Monterey, Californie

En 1948, le concepteur de voitures de course et fondateur de Kurtis Kraft, Frank Kurtis, chercha à mettre en marché une nouvelle voiture sport à deux passagers: la Kurtis Kraft Sport. En 1950, seulement 36 exemplaires avaient été vendus. En 1951, Kurtis vendit la licence de production à Muntz pour seulement 200 000 $. Ce dernier en fit les « Muntz Jet ». La Jet fut initialement produite à Glendale, où Muntz décida d'allonger de 33 cm la carrosserie de la deux places de la Kurtis Kraft Sport, pour en faire un véhicule pour quatre passagers. Il remplaça le moteur V8 Ford Flathead par un moteur plus puissant: le moteur V8 de Cadillac. Plus tard, après n'avoir fabriqué que 28 Jets en Californie, Muntz déménagea la production dans une nouvelle usine à Evanston, Illinois, rallongea la carrosserie de 8 cm et remplaça le V8 Cadillac par un moteur moins cher: le moteur à soupapes latérales Lincoln V8.
La Jet apparut sur la couverture de la revue Popular Science de septembre 1951 aux côtés des Jaguar et des MG. Sa conception était unique, avec ses panneaux d'aluminium et son toit amovible en fibre de verre. La palette de couleur était extravagante, avec des noms tel que « Rouge mars », « Bleu stratosphère » ou « Brume de lime » et les options intérieures permettaient de choisir de l'alligator ou de la cuirette espagnole. Les sièges arrière et les appui-bras contenaient un bar à cocktails complet.
La Jet pouvait atteindre une vitesse de pointe de 201 km/h et une accélération de 0 à 80 km/h en 6 s, ce qui constituait une performance remarquable pour une voiture de ville à l'époque. La voiture la plus rapide en fabrication en 1953 était la voiture de sport Pegaso Z-102 Supercharged, avec une vitesse de pointe à 249 km/h. Parmi les propriétaires célèbres de Jet, on compte le dirigeant de CBS de l'époque, Frank Stanton, et les acteurs Mickey Rooney et Lash LaRue.
La main-d'œuvre et les matériaux utilisés pour produire la Jet firent augmenter son prix et en 1954, après avoir vendu environ 400 voitures et perdu environ 1 000 $ l'unité, Muntz ferma la compagnie. Les Muntz Jets sont aujourd'hui des voitures de collection de grande valeur et sont considérées comme les prédécesseurs de la Corvette et de la Ford Thunderbird.

### Le téléviseur Muntz
Muntz élabora ses plans de vente pour des téléviseurs en 1946, et les ventes débutèrent en 1947. Même s'il faisait le fou dans ses publicités télévisées (Ndt: Madman signifie littéralement « fou »), Muntz était un homme d'affaires aguerri et un ingénieur électronique autodidacte. Par essai et erreur, en démontant des téléviseurs Philco, RCA et DuMont, il trouva un moyen de réduire le nombre de composantes électroniques des appareils à leur plus simple expression. Cette pratique fut d'ailleurs connue sous le nom de « Muntzing ».
Dans les années 1940 et 1950, la plupart des téléviseurs étaient constitués de pièces d'équipement complexes, contenant souvent plus de 30 tubes électroniques, sans compter les rhéostats, transformateurs et autres pièces lourdes. Pour cette raison, ils étaient habituellement très dispendieux : un téléviseur de fabrication américaine d'avant la Seconde Guerre mondiale avec écran de 8 cm coûtait 125 $, soit l'équivalent de 1 863 $ en 2007; le modèle avec écran de 30 cm coûtait 445 $, soit l'équivalent de 6 633 $ en 2007. En 1954, seulement 55 pour cent des ménages américains possédaient un téléviseur, bien qu'ils aient existé sous diverses formes depuis plus de 40 ans. Huit ans plus tard, c'était 90 pour cent des ménages américains qui possédaient un téléviseur.

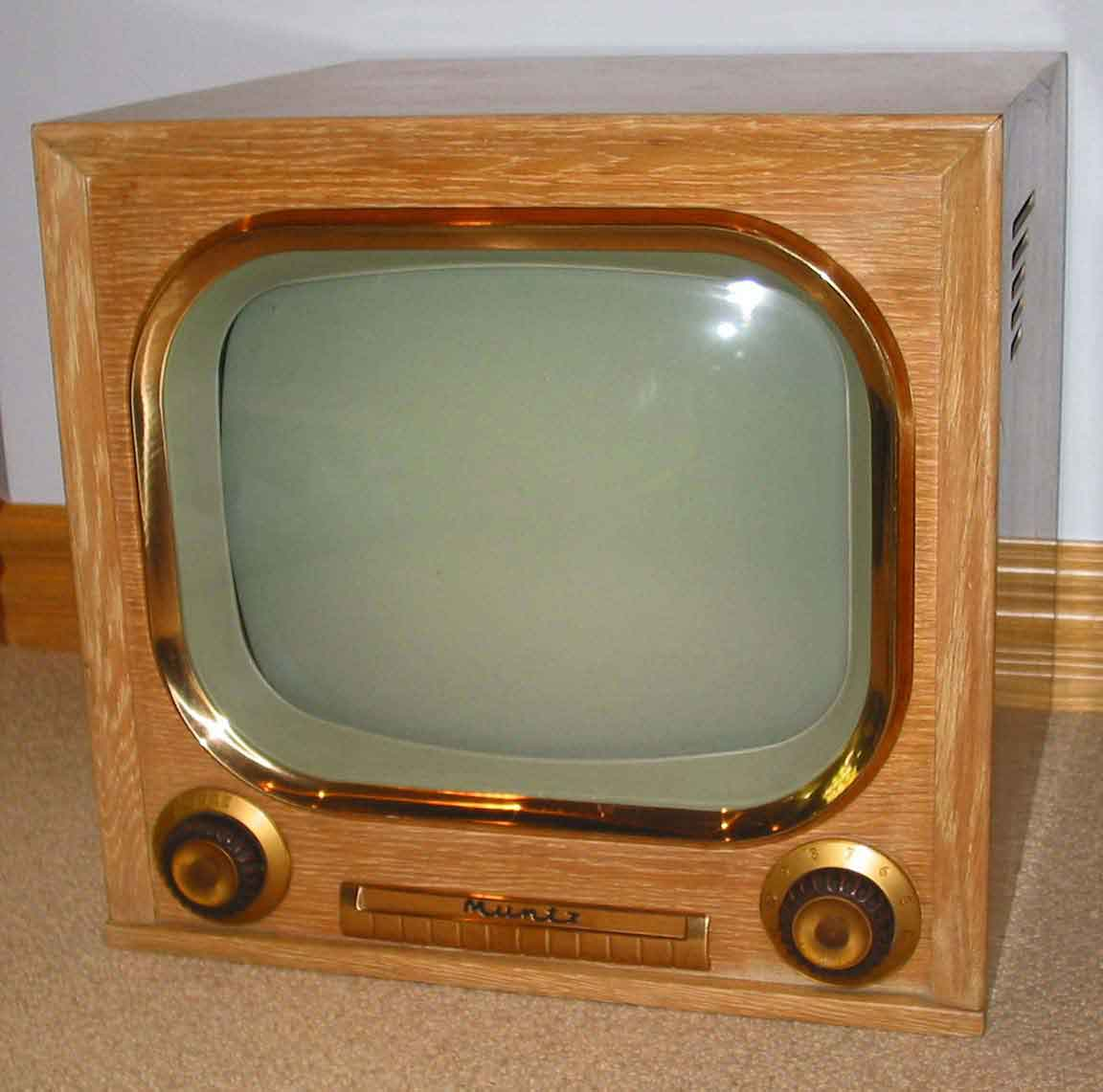
Un téléviseur Muntz modèle 17A3 A de 1951

Muntz développa un châssis de téléviseur capable de produire une image monochrome de qualité acceptable avec 17 tubes. Il traînait souvent avec lui une paire de pinces à fils et, lorsqu'il estimait que l'un de ses employés faisait de la « suringénérie » sur un circuit, il coupait des composantes jusqu'à ce que l'image ou le son cessent. À ce moment, il disait à l'ingénieur: « Je crois bien que tu devrais remettre cette dernière pièce », avant de s'en aller.
Mises en marché sous le nom de « Muntz » par sa compagnie, Muntz TV, Inc, les unités simplifiées furent les premiers téléviseurs noir et blanc vendus aux États-Unis pour moins de 100 $. Muntz fut également le premier détaillant à mesurer ses écrans d'un coin à l'autre, plutôt que sur la largeur. Les récepteurs se vendaient bien et ils étaient fiables, notamment parce que le nombre réduit de tubes générait moins de chaleur. Les postes fonctionnaient bien dans les régions urbaines, là où les tours de transmission étaient suffisamment proches pour fournir un signal fort. Ils fonctionnaient mal avec un signal plus faible, puisque la plupart des composantes retirées par Muntz servaient à améliorer les performances dans les secteurs plus éloignés. Il s'agissait là d'une décision calculée: Muntz préférait laisser à ses concurrents de RCA ou de Zenith Electronics les téléviseurs haute performance à petit volume et visait plutôt une clientèle constituée de locataires aux moyens financiers limités.. De plus, le règlement de plusieurs immeubles à logements urbains interdisait les antennes aériennes externes et l'installation de telles antennes, lorsque cela était permis, pouvait coûter jusqu'à 150 $. Muntz résolut ce problème en ajoutant des antennes intégrées à ses appareils. En 1952, la valeur de Muntz TV Inc. avoisinait les 49,9 millions.
Muntz continua à utiliser son personnage de « Madman » pour plusieurs de ses publicités. Dans un commercial télévisé habituellement présenté après le Ed Sullivan Show, Muntz, vêtu de sous-vêtements longs et d'un chapeau de Napoléon, faisait la promotion de son nouveau téléviseur 36 cm en disant « I wanna give 'em away, but Mrs. Muntz won't let me. She's crazy! » (« J'veux les donner, mais Madame Muntz ne veut pas m'laisser faire. Elle est folle! »). Une autre publicité présentait une musique de fanfare avec des paroles sur les téléviseurs Muntz et des animations de Oskar Fischinger. Ses commerciaux radiophoniques, que Muntz diffusait jusqu'à 170 fois par jour, suivaient, à l'origine, un thème de musique classique construit autour de l'épellation du nom de Muntz. Il convainquit toutefois rapidement les stations de radio de diffuser des publicités qui correspondaient mieux à son personnage. Dans l'une d'entre elles, Muntz criait "Stop staring at your radio!" (« Cessez de fixer votre poste de radio ») Ces publicités furent suivies de campagnes d'envois postaux de milliers de boutons de téléviseurs à des clients potentiels, accompagné d'une note disant: "Call us and we'll show up with the rest of the set!" (« Appelez-nous et nous vous apporterons le reste du poste! »).
Selon certaines sources, Muntz aurait été l'auteur de l'abréviation « TV » (NdT: équivalent anglais de télé),,. L'écriture dans le ciel faisait partie des techniques de marketing de Muntz, mais après avoir observé la création de l'une de ces publicités, il remarqua que les lettres commençaient à se brouiller et à se dissiper avant même que le pilote puisse finir d'épeler « Muntz Televisions ». Muntz décida donc d'utiliser l'abréviation « TV ». Celle-ci avait toutefois été utilisée dans les lettres d'appel de stations de télévision comme WCBS-TV, qui l'avait adoptée en 1946. Muntz prénomma aussi sa fille « Tee Vee », même si on l'appelait habituellement « Teena », puis « Tee ».

## L'audio et la vidéo: 1954-1985
Avec l'avènement de la télévision couleur vers le milieu des années 1950, le marché des téléviseurs noir et blanc devint moins important. Les créanciers de Muntz lui coupèrent les fonds en 1954. Muntz admit que son entreprise avait perdu 1 457 000 $ entre avril et août 1953 et, malgré une tentative de réorganisation, Muntz fit faillite et ferma l'entreprise en 1959. Toutefois, les succès de Muntz dans la vente de voitures et d'électronique ne se démentirent pas.

### La cartouche à 4 pistes
Tentant de combiner ses deux principaux créneaux, les voitures et les stéréos, Muntz inventa le Muntz Stereo-Pak, une cartouche à quatre pistes (4-track) pour bande magnétique. Le quatre pistes fut l'ancêtre direct de la cartouche Stereo 8, aussi connue sous le nom de « 8-track » (8 pistes), ultérieurement développée par l'inventeur américain Bill Lear. La cartouche Stereo-Pak était inspirée de la cartouche à boucle sans fin Fidelipac, conçue par l'inventeur George Eash et utilisée par les stations de radio. Muntz fit de l'enregistrement stéréo une caractéristique standard du produit en raison de sa grande disponibilité. Avant que Muntz ne développe le Stereo-Pak, les seules unités intra-véhiculaire capables de diffuser un enregistrement étaient des appareils utilisant le gramophone, tel que le Highway Hi-Fi inventé par Peter Goldmark. Ces unités utilisaient des disques 16 2/3 tours ou des disques 45 tours pour gramophone, lesquels avaient tendance à sauter dès que le véhicule roulait sur une bosse. Les tentatives en vue d'augmenter la pression du bras de lecture pour contrer ce problème avaient pour effet d'user prématurément les disques.
Muntz conçut donc pour les voitures un lecteur de bande magnétique stéréo appelé l'Autostereo et le fit fabriquer à bas prix au Japon. L'Autostereo pouvait jouer un album complet sans qu'il soit nécessaire de changer de piste ou de retourner le ruban, ne sautait pas et ne s'usait pas prématurément comme le faisait le lecteur gramophone. Le nombre de ses boutons et contrôles fut réduit au minimum, afin de permettre au conducteur de se concentrer sur la route. Le lecteur donnait aux consommateurs un meilleur contrôle sur leur expérience d'écoute, puisqu'il ne diffusait jamais de publicités ou d'annonces d'intérêt public, contrairement aux émissions de radio. Muntz vendit ses lecteurs et ses cartouches dans ses propres magasins et dans des franchises en Floride et au Texas.
Les produits audio de Muntz furent tellement profitables qu'en 1962, il annula ses ententes avec des compagnies de reproduction de bandes pour fonder sa propre compagnie de fabrication de cartouches Stereo-Pak préenregistrées,. La plupart des compagnies de disque ne fabriquaient pas elles-mêmes les cartouches Stereo-Pak; toutefois, la Muntz Electronics Corporation fournissait des licences pour tous les principaux labels et produisit des centaines de rubans différents du milieu à la fin des années 1960. Muntz présenta ses lecteurs Autostereo et ses cartouches Stereo-Pak sous la marque de commerce Stereo-Pak au Consumer Electronics Show de 1967.
Le lecteur Autostereo, qui se détaillait à partir de 129 $ en 1963, fut une amélioration après-vente populaire chez les gens riches et célèbres de Beverly Hills. Frank Sinatra l'utilisait dans sa Buick Riviera, Dean Martin dans sa Corvette et Peter Lawford dans sa Ghia. James Garner, Red Skeltonet Lawrence Welk utilisaient aussi des Autostereo dans leur voiture. Barry Goldwater en acheta un pour son fils. Jerry Lewis enregistrait ses scripts sur des cartouches Stereo-Pak pour apprendre ses répliques en conduisant.
Muntz tenta de donner à ses lecteurs et à ses cartouches une image moderne et à la page. Ses publicités imprimées montraient souvent ses lecteurs installés dans d'attirantes voitures sport et incluaient habituellement un jeune mannequin attrayant et un slogan suggestif. La plupart des employés de ses magasins en Californie était d'ailleurs des jeunes femmes attirantes, habillées en vêtements aux couleurs très vives.
Bill Lear distribua le Stereo-Pak en 1963, dans le but d'installer des unités dans ses appareils Learjet. Toutefois, il décida presque immédiatement de revoir sa conception pour l'adapter à ses propres besoins et en faire le système Stereo 8. Le marché du système à quatre pistes s'était dissipé en 1970, en raison de la compétition du système Stereo 8, lequel réduisait les coûts en utilisant moins de bande magnétique et un mécanisme de cartouche moins complexe. Bien que le système à quatre pistes ait joui d'une plus haute fidélité parce que la vitesse de la bande était le double de celle du système Stereo 8 (le quatre pistes avait des têtes plus larges et une meilleure largeur de bande), ce dernier devint rapidement le format dominant pour les systèmes stéréo de voitures à la fin des années 1960. La Ford Motor Company commença à présenter des lecteurs Stereo 8 dans ses modèles 1965 et ils devinrent une option standard l'année suivante.
Dans une entrevue pour la lettre d'information The Videophile en 1979, Muntz révéla que le principal problème qu'avait connu l'entreprise Stereo-Pak avait été les retours de marchandise. Il expliqua que lorsqu'elle reproduisait les œuvres d'artistes importants comme les Beatles, l'usine Stereo-Pak devaient produire des centaines de milliers de cartouches. Mais lorsqu'un album devenait moins populaire, les détaillants retournaient les cartouches invendues en réclamant un crédit sur les nouveaux titres. Muntz n'était pas préparé à ses retours et cela fit en sorte que les énormes coûts de la marchandise invendues finirent par avoir raison des profits de son entreprise Stereo-Pak.

### La vidéo domestique
À la fin de 1970, Muntz ferma son entreprise Stereo-Pak après qu'un feu ait gravement endommagé ses principaux bureaux. Il opta pour le marché en croissance de la vidéo domestique. Au milieu des années 1970, Muntz dota un téléviseur couleur à tube cathodique de marque Sony avec écran de 38 cm de lentilles spéciales et de miroirs réfléchissants pour projeter des images sur un plus grand écran. Ces appareils primitifs étaient logés dans une grande console de bois. Ils devinrent les premiers videoprojecteurs pour grand écran à être vendus pour usage domestique,.
Les projecteurs étaient fabriqués au siège social de Muntz à Van Nuys, en Californie. La division américaine des ventes de Sony ignorait que Muntz faisait directement affaire avec la division des équipements d'origine à Tokyo, qui lui expédiait directement les châssis de téléviseur. Grâce au talent de Muntz pour la publicité de masse et l'autopromotion, la production de projecteurs était, en 1977, une affaire de plusieurs millions de dollars. Muntz présenta rapidement des magnétoscopes Betamax de Sony dans son magasin, ainsi que les VHS de JVC et RCA, avec une salle de montre qui illustrait le potentiel d'une « expérience de cinéma à la maison ».
En 1979, Muntz décida de vendre des bandes vierges et des magnétoscopes à perte pour attirer les clients dans sa salle de montre, où il tenterait de leur vendre ses systèmes de projection. Ses succès se poursuivirent jusqu'au début des années 1980, alors qu'il décida d'investir de grosses sommes dans la Compact Video Cassette (CVC) de Technicolor, un système de 6 mm conçu pour rivaliser avec les systèmes de vidéo maison Betamax, VHS et Super 8. Le format CVC fut un échec commercial, les ventes diminuèrent rapidement et le magasin de Muntz ferma peu après.

## Les dernières années
Peu avant de mourir d'un cancer du poumon en 1987, Muntz concentra ses activités de vente au détail dans les téléphones portables et les antennes satellites, dans une compagnie de location de véhicules récréatifs appelée "Muntz Motor Mansions" (les Manoirs motorisés Muntz) et dans les maisons préfabriquées en aluminium. Il fit les manchettes, en février 1985, en devenant le premier détaillant à vendre un téléphone portable Hitachi pour moins de 1 000 $, alors que deux ans plus tôt, la plupart des téléphones portables se vendaient environ 3 000 $. À sa mort, il était le principal détaillant de téléphones portables de Los Angeles. À la fin de sa vie, Muntz conduisait une Lincoln Continental conçue sur mesure, avec une télévision installée dans le tableau de bord: Muntz prétendait que cela l'aidait à « mieux conduire ».
Après sa mort, ses enfants, James et Tee, continuèrent à opérer deux magasins Muntz à Van Nuys et Newhall; les autres magasins étaient des franchisés. James utilisa les techniques publicitaires de son père pour créer des publicités tapageuses qui irritaient tellement les compétiteurs que ceux-ci les qualifiaient de « coupe-gorge ».

## L'héritage
La méthode « Madman », dont Muntz fut le pionnier, fut ensuite copiée par d'autres détaillants californiens, incluant le vendeur de voiture Cal Worthington et la chaîne de magasins d'électronique de la région de New York Crazy Eddie. Dans les commerciaux télévisés de Crazy Eddie, l'homme de radio Jerry Carroll se jetait sur la caméra et sautait en rond en bafouillant, concluant toujours avec le slogan « Crazy Eddie: Our prices are insaaaaaane! » (« Crazy Eddie: nos prix sont fououououous! »). Grâce à ses publicités pour Crazy Eddie, Carroll devint une figure importante des années 1980, faisant même une apparition dans le film Splash.
L'impact culturel de Muntz a été tel que son nom a été mentionné dans des romans, dont le roman jeunesse The Neddiad: How Neddie Took The Train, Went To Hollywood, And Saved Civilization de Daniel Manus Pinkwater, The Lost Get-Back Boogie (Le boogie des rêves perdus) de James Lee Burke, et Four Roses in Three Acts  de Franklin Mason.
Une production intitulée Madman Muntz: American Maverick a été présenté dans les festivals de cinéma en 2007. Réalisé par Dan Bunker et Judy ver Mehr, il a été produit par Jim Castoro, propriétaire d'une Muntz Jet d'origine. Le film a fait partie de la sélection officielle du Festival international du film de San Fernando Valley et du Festival du film Ole Muddy. Le film retrace la vie de Muntz en s'attardant sur sa carrière colorée et comprend des entrevues avec des personnes qui l'ont connu et des vidéos personnelles, fournies par ses enfants.
Le documentaire produit par KCET en 1997 More Things That Aren't Here Anymore comprenait une portion sur Muntz et est présenté régulièrement par la station pendant les périodes de souscription.
En 2001, Madman Muntz fut intronisé à titre posthume au Consumer Electronics Hall of Fame.